# Echion
Echion (Oudgrieks: Ἐχίων) kan slaan op verschillende figuren uit de Griekse mythologie:
- Een van de vijf overlevende Sparten ('gezaaiden') die Kadmos had geplant met de tanden van de draak. Echion was de zoon van Ares en trouwde met Agave (Grieks: Ἀγαυή), de dochter van Kadmos en Harmonia. Samen met Agave kreeg hij twee kinderen: Epeiros en Pentheus, het hoofdpersonage van de tragedie Bakchanten geschreven door Euripides.
- Een van de argonauten. Deze Echion was een zoon van Hermes.